# Claes Thorson
Claes Alvar Thorson, född 12 juli 1950 i Stockholm, är en svensk civilekonom.
Thorson diplomerades från Handelshögskolan i Stockholm 1977. Han var reporter på Aktuellt i TV1 1972–1979, utrikeskorrespondent i Asien för Sveriges Televisions nyhetsredaktion 1979–1981 och redaktionschef vid Aktuellt 1981–1984. Thorson var konsult för Sinova från 1984, informatör på Ericsson Information Systems 1986–1988 och verkställande direktör på Nordisk Television (TV4) från 1992. Han var vice ordförande i Sveriges elevers centralorganisation 1968–1969.
Han är son till Alvar Thorson.